# 일본 기상청이 명명한 기상 현상 목록

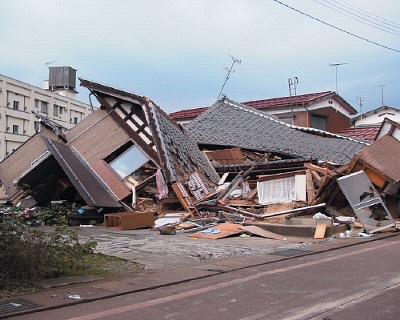
일본 기상청은 2004년 10월 23일의 대지진을 니가타현 주에쓰 지진으로 명명했다.

일본 기상청이 명명한 기상 현상 목록은 일본에 피해를 가져 온 기상 현상 중 일본 기상청이 이름을 붙인 기상 현상의 목록이다.
일본 기상청은 명칭을 정해 "재해 발생 후 방재관계기관의 응급, 복구 활동을 원활하게 만들고, 해당 재해의 경험과 귀중한 교훈을 후세에 잘 전달할 수 있길 기대한다"며 큰 피해가 발생한 기상 현상에 명칭을 부여한다. 또한 기이반도 대홍수처럼 기상청과 별도로 일본의 각 지방자치단체가 사용하는 명칭이 따로 있을 경우 일본 기상청도 협력해 그 명칭을 사용해 널리 보급을 지원한다.
기상 현상과 별도로 일본 정부가 한신·아와지 대진재, 동일본 대진재처럼 재난에 별도의 명칭을 정하는 경우도 있다.

## 명명 기준 및 방법
일본 기상청은 2004년 기상 현상의 명명 기준과 그 방법을 공표했다. 이후 개정을 거쳐 현재 최신의 명명 기준과 방법은 2018년 7월 9일 공표되었다. 2018년까지는 기준에 인명 피해에 대한 언급이 없었지만 2013년 태풍 위파로 발생한 이즈오섬 산사태 등 인명피해가 크지만 명명되지 않은 자연재해가 늘어가며 일본 기상청이 명명 기준에 "상당한 인명피해"라는 기준도 추가되었다.
태풍 이외의 기상 현상은 파손 가옥 1,000채 이상 혹은 침수 가옥 10,000채 이상, 상당한 인명피해, 특이한 기상 현상으로 발생한 피해 등 현저하게 큰 피해가 발생한 경우 명명된다. 태풍의 경우 위의 기준 외에 추가로 "후세에 전승한다는 관점에서 특별히 명칭을 정해야 할 필요가 있을 경우"에 한해서만 명명된다. 기상 현상의 명명법은 "연호+지역명 혹은 하천명+기상 현상 명칭"으로 붙여진다. 여기서 기상 현상 명칭은 '호우', '태풍' 등으로 붙여진다. '폭설'은 겨울 기간에만 붙여진다.
지진의 경우 다음과 같은 기준을 가지고 있다.
1. 지진의 규모가 큰 경우
육지: 규모 M7.0 이상, 진원 깊이가 100 km 이하이며 일본 기상청 진도 계급 기준 최대진도 5강 이상인 경우
해역: 규모 M7.5 이상, 진원 깊이가 100 km 이하이며 일본 기상청 진도 계급 기준 최대진도 5강 이상 혹은 쓰나미 높이 2 m 이상인 경우
2. 전소된 가옥 100채 이상, 상당한 인명피해 등 현저한 피해가 발생한 경우
3. 군발지진 중 피해가 큰 경우

1968년 에비노 지진까지는 "지명 등+지진"의 명칭을 붙였으며 1968년 휴가나다 지진부터 1978년 미야기현 해역 지진까지는 "서기년도(+월일)+지명 등+지진"의 명칭을 붙였고 1982년 우라카와 해역 지진부터는 "연호(서기년도)+지명 등+지진" 식으로 이름을 붙였다. 2018년부터는 "연호년+지진정보에 사용하는 지역 명칭+지진"으로 확립되었다.
화산 분화는 상당한 인명피해 등 현저한 피해가 발생했거나 장기간의 피난 생활 등의 영향이 있을 경우 "연호+화산 이름+분화" 식으로 명명한다.

## 목록

### 기상 현상
| 발생일 또는 기간         | 한국어 번역명                            | 일본어 원어 명칭                    | 종류        |
| ------------------------ | ---------------------------------------- | ----------------------------------- | ----------- |
| 1954년 9월 21일-28일     | 도야마루 태풍 (쇼와 29년 태풍 제15호)    | 洞爺丸台風（昭和29年台風第15号）    | 태풍        |
| 1958년 9월 21일-27일     | 가노강 태풍 (쇼와 33년 태풍 제22호)      | 狩野川台風（昭和33年台風第22号）    | 태풍        |
| 1959년 9월 12일-19일     | 미야코섬 태풍 (쇼와 34년 태풍 제14호)    | 宮古島台風（昭和34年台風第14号）    | 태풍        |
| 1959년 9월 21일-27일     | 이세만 태풍 (쇼와 34년 태풍 제15호)      | 伊勢湾台風（昭和34年台風第15号）    | 태풍        |
| 1961년 6월 24일-7월 10일 | 쇼와 36년 장마전선 호우                  | 昭和36年梅雨前線豪雨                | 호우        |
| 1961년 9월 8일-18일      | 제2무로토 태풍 (쇼와 36년 태풍 제18호)   | 第2室戸台風（昭和36年台風第18号）   | 태풍        |
| 1963년 1월               | 쇼와 38년 1월 폭설                       | 昭和38年1月豪雪                     | 폭설        |
| 1964년 7월 18일-19일     | 쇼와 39년 7월 산인호쿠리쿠 호우          | 昭和39年7月山陰北陸豪雨             | 호우        |
| 1966년 8월 31일-9월 7일  | 제2미야코섬 태풍 (쇼와 41년 태풍 제18호) | 第2宮古島台風（昭和41年台風第18号） | 태풍        |
| 1967년 7월 7일-10일      | 쇼와 42년 7월 호우                       | 昭和42年7月豪雨                     | 호우        |
| 1968년 9월 17일-25일     | 제3미야코섬 태풍 (쇼와 43년 태풍 제16호) | 第3宮古島台風（昭和43年台風第16号） | 태풍        |
| 1970년 1월 30일-2월 2일  | 쇼와 45년 1월 저기압                     | 昭和45年1月低気圧                   | 폭발 저기압 |
| 1972년 7월 3일-13일      | 쇼와 47년 7월 호우                       | 昭和47年7月豪雨                     | 호우        |
| 1977년 9월 2일-12일      | 오키노에라부 태풍 (쇼와 52년 태풍 제9호) | 沖永良部台風（昭和52年台風第9号）   | 태풍        |
| 1982년 7월 23일-25일     | 쇼와 57년 7월 호우                       | 昭和57年7月豪雨                     | 호우        |
| 1983년 7월 20일-23일     | 쇼와 58년 7월 호우                       | 昭和58年7月豪雨                     | 호우        |
| 1993년 7월 31일-8월 7일  | 헤이세이 5년 8월 호우                    | 平成5年8月豪雨                      | 호우        |
| 2004년 7월 12일-13일     | 헤이세이 16년 7월 니가타·후쿠시마 호우   | 平成16年7月新潟・福島豪雨           | 호우        |
| 2004년 7월 17일-18일     | 헤이세이 16년 7월 후쿠이 호우            | 平成16年7月福井豪雨                 | 호우        |
| 2005년 12월-2006년 2월   | 헤이세이 18년 폭설                       | 平成18年豪雪                        | 폭설        |
| 2006년 7월 15일-24일     | 헤이세이 18년 7월 호우                   | 平成18年7月豪雨                     | 호우        |
| 2008년 8월 26일-31일     | 헤이세이 20년 8월말 호우                 | 平成20年8月末豪雨                   | 호우        |
| 2009년 7월 19일-26일     | 헤이세이 21년 7월 주코쿠·규슈 북부 호우  | 平成21年7月中国・九州北部豪雨       | 호우        |
| 2011년 7월 27일-30일     | 헤이세이 23년 7월 니가타·후쿠시마 호우   | 平成23年7月新潟・福島豪雨           | 호우        |
| 2012년 7월 12일-14일     | 헤이세이 24년 7월 규슈 북부 호우         | 平成24年7月九州北部豪雨             | 호우        |
| 2014년 7월 30일-8월 26일 | 헤이세이 26년 8월 호우                   | 平成26年8月豪雨                     | 호우        |
| 2015년 9월 9일-11일      | 헤이세이 27년 9월 간토·도호쿠 호우       | 平成27年9月関東・東北豪雨           | 호우        |
| 2017년 7월 5일-6일       | 헤이세이 29년 7월 규슈 북부 호우         | 平成29年7月九州北部豪雨             | 호우        |
| 2018년 6월 28일-7월 8일  | 헤이세이 30년 7월 호우                   | 平成30年7月豪雨                     | 호우        |
| 2019년 9월 5일-10일      | 레이와 원년 보소반도 태풍                | 令和元年房総半島台風                | 태풍        |
| 2019년 10월 6일-13일     | 레이와 원년 동일본 태풍                  | 令和元年東日本台風                  | 태풍        |
| 2020년 7월 3일-31일      | 레이와 2년 7월 호우                      | 令和2年7月豪雨                      | 호우        |

### 지진 및 화산
| 발생일 또는 기간              | 한국어 번역명                                      | 일본어 원어 명칭                       | 종류      |
| ----------------------------- | -------------------------------------------------- | -------------------------------------- | --------- |
| 1960년 5월 23일               | 칠레 지진해일                                      | チリ地震津波                           | 쓰나미    |
| 1961년 8월 19일               | 기타미노 지진                                      | 北美濃地震                             | 지진      |
| 1962년 4월 30일               | 미야기현 북부 지진                                 | 宮城県北部地震                         | 지진      |
| 1963년 3월 27일               | 에치젠곶 해역 지진                                 | 越前岬沖地震                           | 지진      |
| 1964년 6월 16일               | 니가타 지진                                        | 新潟地震                               | 지진      |
| 1965년 8월 3일-1970년 6월 5일 | 마쓰시로 군발지진                                  | 松代群発地震                           | 지진      |
| 1968년 2월 21일               | 에비노 지진                                        | えびの地震                             | 지진      |
| 1968년 4월 1일                | 1968년 휴가나다 지진                               | 1968年日向灘地震                       | 지진      |
| 1968년 5월 16일               | 1968년 도카치 해역 지진                            | 1968年十勝沖地震                       | 지진      |
| 1972년 12월 4일               | 1972년 12월 4일 하치조섬 동쪽 해역 지진            | 1972年12月4日八丈島東方沖地震          | 지진      |
| 1973년 6월 17일               | 1973년 6월 17일 네무로반도 해역 지진               | 1973年6月17日根室半島沖地震            | 지진      |
| 1974년 5월 9일                | 1974년 이즈반도 해역 지진                          | 1974年伊豆半島沖地震                   | 지진      |
| 1977년 8월 7일                | 1977년 우스산 분화                                 | 1977年有珠山噴火                       | 화산 분화 |
| 1978년 1월 14일               | 1978년 이즈오섬 근해 지진                          | 1978年伊豆大島近海の地震               | 지진      |
| 1978년 6월 12일               | 1978년 미야기현 해역 지진                          | 1978年宮城県沖地震                     | 지진      |
| 1982년 3월 21일               | 쇼와 57년(1982년) 우라카와 해역 지진               | 昭和57年（1982年）浦河沖地震           | 지진      |
| 1983년 5월 26일               | 쇼와 58년(1983년) 일본해 중부 지진                 | 昭和58年（1983年）日本海中部地震       | 지진      |
| 1983년 10월 3일               | 쇼와 58년(1983년) 미야케섬 분화                    | 昭和58年（1983年）三宅島噴火           | 화산 분화 |
| 1984년 9월 14일               | 쇼와 59년(1984년) 나가노현 서부 지진               | 昭和59年（1984年）長野県西部地震       | 지진      |
| 1986년 11월 15일              | 쇼와 61년(1986년) 이즈오섬 분화                    | 昭和61年（1986年）伊豆大島噴火         | 화산 분화 |
| 1991년 6월 3일                | 헤이세이 3년(1991년) 운젠산 분화                   | 平成3年（1991年）雲仙岳噴火            | 화산 분화 |
| 1993년 1월 15일               | 헤이세이 5년(1993년) 구시로 해역 지진              | 平成5年（1993年）釧路沖地震            | 지진      |
| 1993년 7월 12일               | 헤이세이 5년(1993년) 홋카이도 남서쪽 해역 지진     | 平成5年（1993年）北海道南西沖地震      | 지진      |
| 1994년 10월 4일               | 헤이세이 6년(1994년) 홋카이도 동쪽 해역 지진       | 平成6年（1994年）北海道東方沖地震      | 지진      |
| 1994년 12월 28일              | 헤이세이 6년(1994년) 산리쿠 먼바다 지진            | 平成6年（1994年）三陸はるか沖地震      | 지진      |
| 1995년 1월 17일               | 헤이세이 7년(1995년) 효고현 남부 지진              | 平成7年（1995年）兵庫県南部地震        | 지진      |
| 2000년 3월 31일               | 헤이세이 12년(2000년) 우스산 분화                  | 平成12年（2000年）有珠山噴火           | 화산 분화 |
| 2000년 8월 10일               | 헤이세이 12년 미야케섬 분화                        | 平成12年三宅島噴火                     | 화산 분화 |
| 2000년 10월 6일               | 헤이세이 12년(2000년) 돗토리현 서부 지진           | 平成12年（2000年）鳥取県西部地震       | 지진      |
| 2001년 3월 24일               | 헤이세이 13년(2001년) 게이요 지진                  | 平成13年（2001年）芸予地震             | 지진      |
| 2003년 9월 26일               | 헤이세이 15년(2003년) 도카치 해역 지진             | 平成15年（2003年）十勝沖地震           | 지진      |
| 2004년 10월 23일              | 헤이세이 16년(2004년) 니가타현 주에쓰 지진         | 平成16年（2004年）新潟県中越地震       | 지진      |
| 2007년 3월 25일               | 헤이세이 19년(2007년) 노토반도 지진                | 平成19年（2007年）能登半島地震         | 지진      |
| 2007년 7월 16일               | 헤이세이 19년(2007년) 니가타현 주에쓰 해역 지진    | 平成19年（2007年）新潟県中越沖地震     | 지진      |
| 2008년 6월 14일               | 헤이세이 20년(2008년) 이와테·미야기 내륙지진       | 平成20年（2008年）岩手・宮城内陸地震   | 지진      |
| 2011년 3월 11일               | 헤이세이 23년(2011년) 도호쿠 지방 태평양 해역 지진 | 平成23年（2011年）東北地方太平洋沖地震 | 지진      |
| 2014년 9월 27일               | 헤이세이 26년 온타케산 분화                        | 平成26年御嶽山噴火                     | 화산 분화 |
| 2015년 5월 29일               | 헤이세이 27년 구치노에라부섬 분화                  | 平成27年口永良部島噴火                 | 화산 분화 |
| 2016년 4월 14일               | 헤이세이 28년(2016년) 구마모토 지진                | 平成28年（2016年）熊本地震             | 지진      |
| 2018년 9월 6일                | 헤이세이 30년 홋카이도 이부리 동부 지진            | 平成30年北海道胆振東部地震             | 지진      |
| 2024년 1월 1일                | 레이와 6년 노토반도 지진                           | 令和6年能登半島地震                    | 지진      |

## 같이 보기
- 사망자수 순 자연재해 목록
- 대진재

## 참고 문헌
- 国立天文台 (2007). 《理科年表 平成20年》. 丸善. ISBN 978-4-621-07902-7.